# 真夏の残響/今夜、ノスタルジアで
「真夏の残響/今夜、ノスタルジアで」（まなつのざんきょう/こんや、ノスタルジアで）は、日本のシンガーソングライター・DAIGOの5作目（通算11作目）のシングル。

## 概要
- ソロデビュー15周年記念作品として発売された[注 1][1][2]。
- 「CHANGE !!/心配症な彼女」以来2作ぶりの両A面シングルで、後述の初回限定盤Aと初回限定盤Bで表題1曲目が入れ替わる形式となっている。
- 今作は両曲ともGLAYのTAKUROが制作しており、DAIGOは制作に携わっていない。また、同バンドのHISASHIもTAKUROと共にギターで参加している[1][2]。DAIGO自身がGLAYのメンバーと兼ねてより親交があり、2年前にTAKUROが楽曲提供の話を持ち掛けたのがきっかけだったが、互いのスケジュールに折り合いが付かず長らく見送りが続いていた。そんななか、BREAKERZとしてのコンサートツアー『BREAKERZ 10周年 10番勝負 -VS-』にてGLAYと対バンをし、ソロデビュー15周年を前にDAIGOがTAKUROに改めてオファーをし、今作にて実現した経緯がある[3]。なお、今作収録の2曲についてDAIGOは「自分の発想にない楽曲」と語っている[4]。
- 今作のアートワークはモノクロームの背景の中で赤い薔薇が映えるデザインとなっている[3]。
- 表題2曲目はテレビ朝日系列『BREAK OUT』のエンディングトラックに起用された。『BREAK OUT』のタイアップを担当するのは「BUTTERFLY」以来4作ぶりとなった[注 2]。
- ジャケットの異なる初回限定盤Aと初回限定盤B、通常盤の3形態で発売された。特典として初回限定盤Aには表題1曲目、初回限定盤Bには表題2曲目のミュージッククリップとオフショット映像を収録したDVDが、また、通常盤には初回生産分のみ全4種類からなるDAIGOカードがランダムで1枚同梱された[1][2]。
- 今作の表題1曲目で『ミュージックステーション』に2度目の出演を果たした[注 3]。
- オリコン週間チャート初登場10位を獲得。5作連続でのトップ10入りを果たした。

## 収録曲
| 全作曲: TAKURO。 |                            |        |            |
| #                | タイトル                   | 作詞   | 作曲・編曲 |
| 1.               | 「真夏の残響」             | TAKURO | TAKURO     |
| 2.               | 「今夜、ノスタルジアで」   | TAKURO | TAKURO     |
| 3.               | 「真夏の残響 〜Karaoke〜」 |        | TAKURO     |

| 全作曲: TAKURO。 |                                      |        |            |
| #                | タイトル                             | 作詞   | 作曲・編曲 |
| 1.               | 「今夜、ノスタルジアで」             | TAKURO | TAKURO     |
| 2.               | 「真夏の残響」                       | TAKURO | TAKURO     |
| 3.               | 「今夜、ノスタルジアで 〜Karaoke〜」 |        | TAKURO     |

| 全作曲: TAKURO。 |                          |        |            |
| #                | タイトル                 | 作詞   | 作曲・編曲 |
| 1.               | 「真夏の残響」           | TAKURO | TAKURO     |
| 2.               | 「今夜、ノスタルジアで」 | TAKURO | TAKURO     |

### 解説
1. 真夏の残響
TAKUROはこの楽曲を制作する際に「普段のイメージとは違う、大人なDAIGOを表現したい」と語っており、DAIGOには「サビであまり声を張らないように」と助言していたという。また、プリプロダクション前日に音源を貰い仮歌のレコーディングを行ったが、それを聴いたTAKUROはメロディをその場で次々に変え、その過程で現在のサビ始まりの構成となった。これについてTAKUROは「楽曲は歌手のものだからDAIGOが歌って一番輝く曲にしたい」と語っていたらしく、DAIGOは「驚いたし、いい経験ができた」と言及している[3]。
歌詞は一聴すると忘れられない人への想いを綴った恋愛の曲に捉えられがちだが、DAIGOは人生の中で経験する大切な人との別れを思い浮かべたといい、40歳を迎えてこれからたくさんの別れを経験するだろうし、人命の尊さへの想いを込めて歌ったと語っている[3]。
ミュージッククリップはアートワークや楽曲の世界観に合わせ撮影、小道具を多用しノスタルジックな雰囲気を出したという[3]。
2. 今夜、ノスタルジアで
サックスを全面に出しブルースの雰囲気を醸し出した楽曲。歌詞の主人公はうだつの上がらないサラリーマンで、DAIGOは「同世代の友達にも転職する人がいたり、昔はやる気があり希望を持って頑張っていたけれど、いつのまにか自分のポジションや能力に限界を感じるようになったり、昔、思い描いていた通りに生きることができていなかったり。とはいえ100%諦めることもできなかったり。そういう人生の葛藤を吐き出した内容で、まさに男のための歌」と見解している[4]。
レコーディング時のエピソードとして、プリプロダクションの際、DAIGOが仮歌を丁寧に歌いすぎてしまい、TAKUROから「Aメロの部分は少しやさぐれた雰囲気を出せないか」とリクエストされたが、HISASHIが「DAIGOが歌うんだからそこは意識しなくていいのでは?」とフォローしたというやり取りがある[4]。
ミュージッククリップは40歳になっても夢を諦めきれないストリートミュージシャンという設定の下、DAIGOの育った故郷である下北沢で撮影された。また、当初予定になかったが、TAKUROも出演している[5][4]。
3. 真夏の残響 〜Karaoke〜
表題1曲目のカラオケバージョン。
4. 今夜、ノスタルジアで 〜Karaoke〜
表題2曲目のカラオケバージョン。

## タイアップ
- テレビ朝日制作・テレビ朝日系列音楽番組『BREAK OUT』2018年7月度エンディングトラック (#2)

## インストアイベント
今作を引っ提げてのインストアイベントが下記5都市7会場で開催された。
| 年月日        | 開始時間 | 会場                                      | 都道府県 |
| ------------- | -------- | ----------------------------------------- | -------- |
| 2018年7月7日  | 13:00〜  | イオンモール福津・1階ノースコート         | 福岡県   |
| 2018年7月8日  | 14:30〜  | ウイングベイ小樽                          | 北海道   |
| 2018年7月8日  | 18:30〜  | 札幌パセオセンター・地下1階テルミヌス広場 | 北海道   |
| 2018年7月11日 | 17:30〜  | お台場ヴィーナスフォート・2階教会広場     | 東京都   |
| 2018年7月14日 | 12:00〜  | 昭島モリタウン・ガーデンステージ          | 東京都   |
| 2018年7月15日 | 12:00〜  | アスナル金山・明日なる!広場               | 愛知県   |
| 2018年7月15日 | 18:00〜  | あべのキューズモール・3階スカイコート     | 大阪府   |